# 平沢常富
平沢 常富（ひらさわ つねとみ、ひらさわ つねまさ）は、江戸時代中期から後期にわたる出羽国久保田藩（現在の秋田県）の定府藩士で江戸留守居を務めた。朋誠堂 喜三二（ほうせいどう きさんじ）の筆名で知られる戯作者、手柄 岡持（てがらの おかもち）の狂名で知られる狂歌師でもある。通称は平角（平格とも）、字は知足、号は愛洲。金錦佐恵流（きんきん さえる）の筆名も使った。
隠居号は平荷。なお、上記のほか、青本では亀山人、笑い話本では道陀楼麻阿（どうだろう まあ）、俳号は雨後庵月成（うごあん つきなり）、朝東亭など多くの筆名や号を使い分ける。

## 略歴
江戸の武士、西村久義（平六）の三男として誕生。14歳で母方の縁戚にあたる久保田藩士・平沢常房の養子になった。なお、養家初代の愛洲通有は愛洲陰流剣術の祖であった愛洲移香斎に連なり、2代目の小七郎宗通（元香斎愛洲宗通）は永禄7年（1564年）に常陸国（当時）を治めた佐竹義重に仕えた。3代目常通は西那珂郡に賜った地所の「平沢」に合わせて姓を改めたと伝わる。
天明の頃、藩の江戸留守居役の筆頭を任された平沢常富は120石取りであった。当時のその役職は江戸藩邸を切り盛りし、幕府や他藩との交渉を担い、現代の外交官に相当した。40年あまり続いた亀田藩との藩境争いを解決するなど活躍した。
平沢は若い頃から「宝暦の色男」と自称して、また役職柄、情報交換の場として一種の社交サロンでもあった吉原通いを続けた。勤めの余技に手がけた黄表紙のジャンルで多くのヒット作を生んだ。おりから「天明狂歌」といわれる狂歌ブームが沸き起こった田沼時代であり、武士・町人の間に数多くの連（サークル）が作られ、常富も手柄岡持や楽貧王という名で狂歌の連に参加していた。
しかし、松平定信の文武奨励策（寛政の改革）を風刺した黄表紙『文武二道万石通』を天明8年（1788年）に上梓すると、執筆者の平沢は久保田藩9代藩主・佐竹義和より叱責されたと見え、以降は黄表紙から手を引くと、もっぱら狂歌作りに没頭した。
子の為八や孫の左膳（初名は重蔵）も江戸留守居を勤め、用人にも就任した。

## 代表作
発行年順。
- 『親敵討腹鞁』2冊、黄表紙。安永6年（1777年） 恋川春町 画
- 『案内手本通人蔵』2巻。安永8年（1779年）[26]
- 『見徳一炊夢』3巻。安永10年（1781年）[27]
- 『文武二道万石通』3冊。天明8年（1788年） 喜多川行麿 画
- 『後（のち）はむかし物語』随筆、1803年（享和3年）序

## 刊本
特筆する場合を除き、国立国会図書館デジタルコレクションに収蔵、オンライン上で閲覧できる。
絵巻
- 『職人盡繪詞』鍬形蕙斎 原画、山東京傳、杏花園、手柄岡持 詞書、和田音五郎 模写。NDLJP:11536008、国立国会図書館書誌ID:000007297593。3軸 ; 39.5cm。彩色、絵巻。

黄表紙
- 『廓花扇の観世水』喜三二 作、北尾政演 画、朋誠堂、1700年。doi:10.11501/9892447。NDLJP:9892447、国立国会図書館書誌ID:000003280502。1冊 ; 18cm。江戸中期。題名は書外題による。版心書名：『利生』、序文なし。和古書・漢籍、紙。
- 『南陀羅法師柿種』喜三二 作、恋川春町 画、鱗形屋孫兵衛、1777年。doi:10.11501/9892370。NDLJP:9892370、国立国会図書館書誌ID:000003280474。1冊 ; 18cm。安永6年。書名は書外題による。版心書名：『なんだら』。
- 『珍献立曽我』気三次 戯作、恋川春町 画、鱗形屋孫兵衛、1777年。doi:10.11501/9893289。NDLJP:9893289、国立国会図書館書誌ID:000003280473。1冊 ; 18cm。安永6年。題名は刷題簽による。版心書名：『こんたてそか』、『こんだてそが』、『こんたてそが』。古書・漢籍、マイクロ。
- 『桃太郎後日噺』喜三二 作、恋川春町 画、鱗形屋孫兵衛、1777年。doi:10.11501/9892378。NDLJP:9892378、国立国会図書館書誌ID:000003280483。2冊（合1冊）、18cm。安永6年。題名は書題簽による。版心書名：『ごにちはなし』。
- 『蛭子大黒壮年過』喜三二 戯作、恋川春町 画、鱗形屋孫兵衛、1778年。doi:10.11501/9892431。NDLJP:9892431、国立国会図書館書誌ID:000003280486。1冊 ; 18cm。安永7年。題名は書題簽による。版心書名：『わかげ』。
- 『旭縁起那須野俤』喜三二 作、恋川春町 画、朋誠堂、1779年。doi:10.11501/10300922。NDLJP:10300922、国立国会図書館書誌ID:000007275223。2冊（合1冊）、17cm。安永8年。角書：『粟津原新吉原』、
- 『鐘入七人化粧』喜三二 戯作、北尾重政 画、蔦屋重三郎、1780年。doi:10.11501/9892461。NDLJP:9892461、国立国会図書館書誌ID:000003280516。1冊 ; 19cm。安永9年。題名は書題簽による。版心書名：『七人化粧』、版元商標は富士山形に「喜」の字。
- 『竜都四国噂』喜三二 戯作、蔦屋重三郎、1780年。doi:10.11501/8929635。NDLJP:8929635、国立国会図書館書誌ID:000007307880。1冊 ; 19cm。安永9年。題名は書き題簽による。
- 『万金談』喜三二 戯作、北尾政演 画、蔦屋重三郎、1781年。doi:10.11501/9892481。NDLJP:9892481、国立国会図書館書誌ID:000003280527。2冊（合1冊)、17cm。安永10年。題名は内表紙書題簽による。角書付書名：『息子妙薬万金談』。
- 『恒例形間違曽我』喜三二 作、北尾重政 画、蔦屋重三郎、1782年。doi:10.11501/9892588。NDLJP:9892588、国立国会図書館書誌ID:000003280550。1冊 ; 19cm。天明2年。題名は外題による、角書付。書名『春狂言御仕着恒例形間違曽我版』、『まちがいそが』、『間ちがい』、『まちがい』。
- 『景清百人一首』喜三二 作、北尾重政 画、蔦屋重三郎、1782年。doi:10.11501/9892585。NDLJP:9892585、国立国会図書館書誌ID:000003280547。2冊（合1冊）、18cm。天明2年。書外題による版。書名『かけ清百人』。和古書・漢籍、紙。
- 『染直鳶色曽我』喜三二 作、恋川春町 画、朋誠堂、1782年。doi:10.11501/8929618。NDLJP:8929618、国立国会図書館書誌ID:000007301015。1冊 ; 18cm。天明2年。

教訓
- 『加言二十四孝』手柄岡持 題、圓乗 画（写本）。NDLJP:2610993、国立国会図書館書誌ID:000007280407。3軸 ; 28.9cm。文化4年の自序あり、教訓、絵画。題名は序首による。箱書：『二十四孝』、彩色。
  - [1] doi:10.11501/2575274
  - [2] doi:10.11501/2575275
  - [3] doi:10.11501/2575276

洒落本
- 『当世風俗通』金錦佐恵流 作、恋川春町 画（著々羅館 蔵板）、1773年。doi:10.11501/2534201。NDLJP:2534201、国立国会図書館書誌ID:000007310363。1冊 ; 16cm。安永2年、洒落本。広告・蔵版目録・近刊予告等あり。金錦佐恵流[7][注釈 5]
- 『娼妃地理記』道蛇楼麻阿、耕書堂、1777年。NDLJP:8929574、国立国会図書館書誌ID:000007297283。1冊 ; 16cm。「序」安永6年、洒落本。doi:10.11501/8929574。

咄本
- 『柳巷訛言』朋誠堂喜三二 著、恋川はる町 画、朋誠堂。doi:10.11501/2534040。NDLJP:2534040、国立国会図書館書誌ID:000007294323。江戸中期、1冊 ; 16cm。咄本。題名は序による。

| 題名                                 | 叢書                                          | 発行（年） | 出版社                      | 備考            |
| ------------------------------------ | --------------------------------------------- | ---------- | --------------------------- | --------------- |
| 「長生見度記」                       | 『評釈江戸文学叢書』第8巻                     | 1970       | 講談社                      | （復刻）        |
| 「文武二道万石通」                   | 『評釈江戸文学叢書』第8巻                     | 1970       | 講談社                      | （復刻）        |
| 「親敵討腹鞁」                       | 『日本古典文学全集 黄表紙・洒落本・狂歌』     | 1971       | 小学館                      | 浜田義一郎 校注 |
| 「夫ハ小倉山是ハ鎌倉山景清百人一首」 | 『日本古典文学全集 黄表紙・洒落本・狂歌』     | 1971       | 小学館                      | 浜田義一郎 校注 |
| 「桃太郎後日噺」                     | 〈現代教養文庫〉1                             | 1980       | 社会思想社                  | 小池正胤ほか 編 |
| 「一流万金談」                       | 〈現代教養文庫〉1                             | 1980       | 社会思想社                  | 小池正胤ほか 編 |
| 「亀山人家妖」                       | 〈現代教養文庫〉2                             | 1981       | 社会思想社                  |                 |
| 「文武二道万石通」                   | 〈現代教養文庫〉3                             | 1982       | 社会思想社                  |                 |
| 「親敵討腹鞁」                       | 〈現代教養文庫〉続1                           | 1984       | 社会思想社                  |                 |
| 「案内手本通人蔵」                   | 〈現代教養文庫〉続1                           | 1984       | 社会思想社                  |                 |
| 「天道大福帳」                       | 〈現代教養文庫〉同続2                         | 1985       | 社会思想社                  |                 |
| 「桃太郎後日噺」                     | 『江戸の戯作絵本』1                           | 1980       | 社会思想社 〈現代教養文庫〉 |                 |
| 「一流万金談」                       | 『江戸の戯作絵本』1                           | 1980       | 社会思想社 〈現代教養文庫〉 |                 |
| 「柳巷訛言」                         | 『洒落本大成』第12巻                          | 1981       | 中央公論社                  |                 |
| 「桃太郎後日噺」                     | 『新編日本古典文学全集 黄表紙・洒落本・狂歌』 | 1999       | 小学館                      | 棚橋正博 校注   |
| 「文武二道万石通」                   | 『新編日本古典文学全集 黄表紙・洒落本・狂歌』 | 1999       | 小学館                      | 棚橋正博 校注   |
|                                      | 『辞世百人一首』第2版                         | 2009       | 友月書房                    | 芹生公男 著     |
| 題名                                 | 叢書                                          | 発行（年） | 出版社                      | 備考            |

## 関連作品
テレビドラマ
- 『だましゑ歌麿』（2009年、テレビ朝日、演：小野武彦）
- 『べらぼう〜蔦重栄華乃夢噺〜』（2025年、NHK大河ドラマ、演：尾美としのり）[30]